# El Arco
El Arco és un municipi de la província de Salamanca a la comunitat autònoma de Castella i Lleó. Limita al Nord amb Zamayón, a l'Est amb Aldearrodrigo, al Sud amb Almenara de Tormes i a l'Oest amb San Pelayo de Guareña.

## Demografia
| 1991 | 1996 | 2001 | 2004 |
| ---- | ---- | ---- | ---- |
| 100  | 113  | 89   | 133  |